# Callanthias platei
Callanthias platei är en fiskart som beskrevs av Steindachner, 1898. Callanthias platei ingår i släktet Callanthias och familjen Callanthiidae. Inga underarter finns listade.